# Кемпелево (Ломоносовский район)
Ке́мпелево (фин. Kemppilä) — деревня в  Аннинском городском поселении Ломоносовского района Ленинградской области.

## История
На карте Санкт-Петербургской губернии Я. Ф. Шмидта 1770 года обозначена деревня Кемпени.
Деревня являлась вотчиной великого князя Константина Павловича из которой в 1806—1807 годах были выставлены ратники Императорского батальона милиции.
На «Топографической карте окрестностей Санкт-Петербурга» Военно-топографического депо Главного штаба 1817 года упомянута деревня Кемпелево, состоящая из 15 крестьянских дворов.

КЕМПОЛОВОЙ — деревня принадлежит государю великому князю Константину Николаевичу, число жителей по ревизии: 21 м. п., 23 ж. п. (1838 год)

В пояснительном тексте к этнографической карте Санкт-Петербургской губернии П. И. Кёппена 1849 года она записана как деревня Kemppila (Кемполовой, Кемипелева) и указано количество её жителей на 1848 год: эурямёйсет — 34 м. п., 40 ж. п., всего 74 человека.
На карте профессора С. С. Куторги 1852 года деревня не обозначена.

КЕМПЕЛЕВО — деревня Красносельской удельной конторы шунгоровского приказа, по просёлочной дороге, число дворов — 14, число душ — 36 м. п. (1856 год)

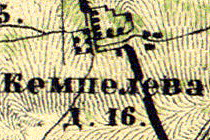
Деревня Кемпелево на карте 1860 года

Согласно «Топографической карте частей Санкт-Петербургской и Выборгской губерний» в 1860 году деревня называлась Кемпелева и насчитывала 16 крестьянских дворов.

КЕМПЕЛЕВО — деревня Павловского городского правления при колодце, число дворов — 15, число жителей: 36 м. п., 42 ж. п.. (1862 год)

В 1885 году деревня Кемпелева насчитывала 20 дворов.
В конце XIX века деревня входила в состав Константиновской волости 1-го стана Петергофского уезда Санкт-Петербургской губернии, в начале XX века — 2-го стана. По приходским данным население деревни было исключительно финским.
К 1913 году количество дворов в деревне Кемпелево не изменилось.
С 1917 по 1919 год деревня Кемпелево входила в состав Высоцкого сельсовета Шунгоровской волости Петергофского уезда.
С 1919 года в составе Стрельно-Шунгоровской волости.
С 1922 года в составе Чухоно-Высоцкого сельсовета Кипено-Ропшинской волости.
С 1923 года в составе Ропшинской волости Троцкого уезда.
Согласно данным переписи населения СССР 1926 года в деревне Кемпелево проживали 132 человека — все финны.
С 1927 года в составе Финно-Высоцкого сельсовета Урицкого района.
В 1928 году население деревни Кемпелево также составляло 132 человека.
С 1930 года в составе Ленинградского Пригородного района.

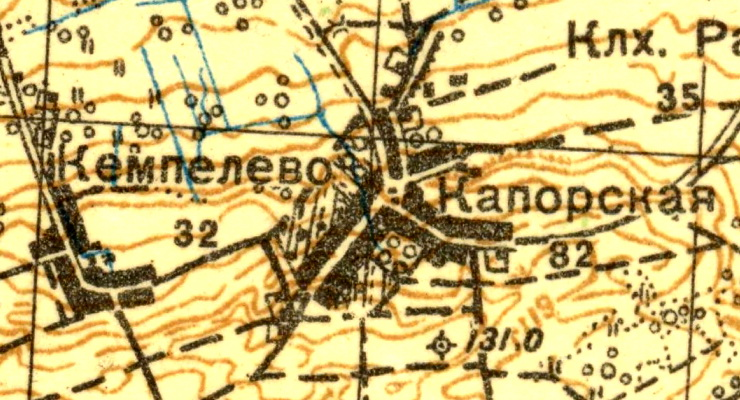
Деревня Кемпелево на карте 1931 года

Согласно топографической карте 1931 года деревня насчитывала 32 двора.
По данным 1933 года деревня Кемпелево входила в состав Финновысоцкого финского национального сельсовета  Ленинградского Пригородного района.
С 1936 года в составе Красносельского района.
С 1 августа 1941 года по 31 декабря 1943 года деревня находилась в оккупации.
С 1955 года в составе Ломоносовского района.
С 1959 года в составе Шунгоровского сельсовета.
С 1963 года в составе Гатчинского района.
С 1965 года вновь в составе Ломоносовского района. В 1965 году население деревни Кемпелево составляло 73 человека.
По данным 1966 года деревня Кемпелево также входила в состав Шунгоровского сельсовета.
По данным 1973 и 1990 годов деревня Кемпелево входила в состав Аннинского сельсовета.
В 1997 году в деревне Кемпелево Аннинской волости проживали 16 человек, в 2002 году — 30 человек (русские — 67 %), в 2007 году — 21.

## География
Деревня расположена в северо-восточной части района на автодороге Капорское — Иннолово, к юго-востоку от посёлка Аннино и к северу от деревни Яльгелево.
Расстояние до посёлка Аннино — 10 км.
Расстояние до ближайшей железнодорожной станции Красное Село — 10 км.

## Демография
| 1862 | 2002 | 2007 | 2010 | 2017 |
| ---- | ---- | ---- | ---- | ---- |
| 78   | ↘30  | ↘21  | ↗50  | ↘24  |

## Улицы
Александровская, Дачная, Дорожная, Ключевая, Лесная, Луговая, Медиков, переулок Ясный.